# Papel a la sal

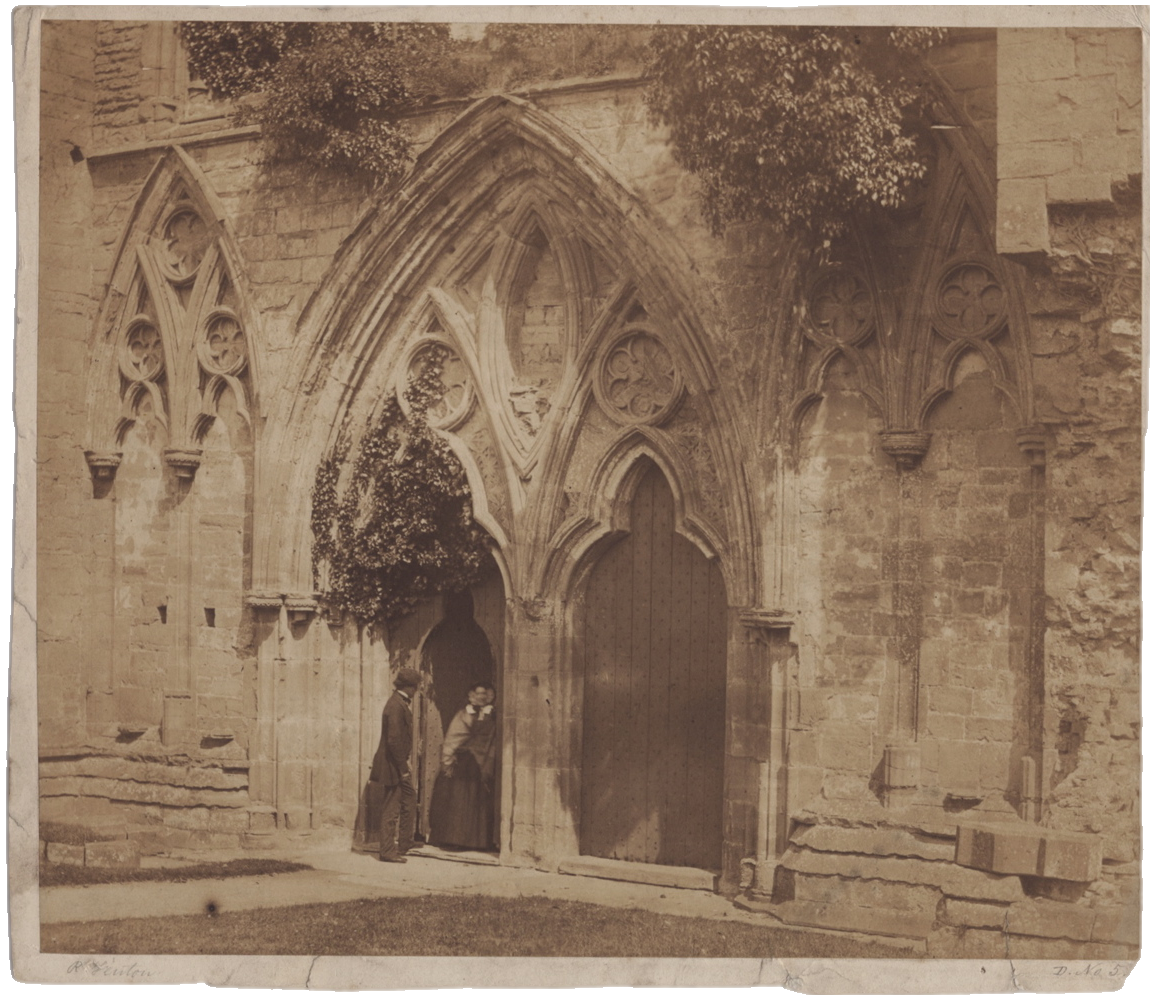
Fotografía sobre papel a la sal, Roger Fenton, c1857-8

El papel a la sal  fue el proceso fotográfico dominante usando como base el papel para la producción de copias en positivo durante el período comprendido entre 1839 hasta aproximadamente 1860. Algunos autores también lo denominan calotipo por extensión al ser resultado del mismo.
Ambos emplean una técnica basada en papel revestido con sales de plata, pero el proceso de calotipo difiere ligeramente en los productos químicos utilizados en el procedimiento de sensibilización y utilizaba un paso extra con un acelerador inmediatamente antes de la exposición del papel sensibilizado.

## Historia
La técnica de papel a la sal fue creada por el fotógrafo británico William Henry Fox Talbot en 1840. El proceso negativo se conocía como calotipo mientras que el proceso de impresión a la sal se utilizaba para hacer copias en positivo de los negativos calotipicos, hecho que daría paso a lo que actualmente conocemos como fotografía (sin tener en cuenta la fotografía digital). 

## Funcionamiento

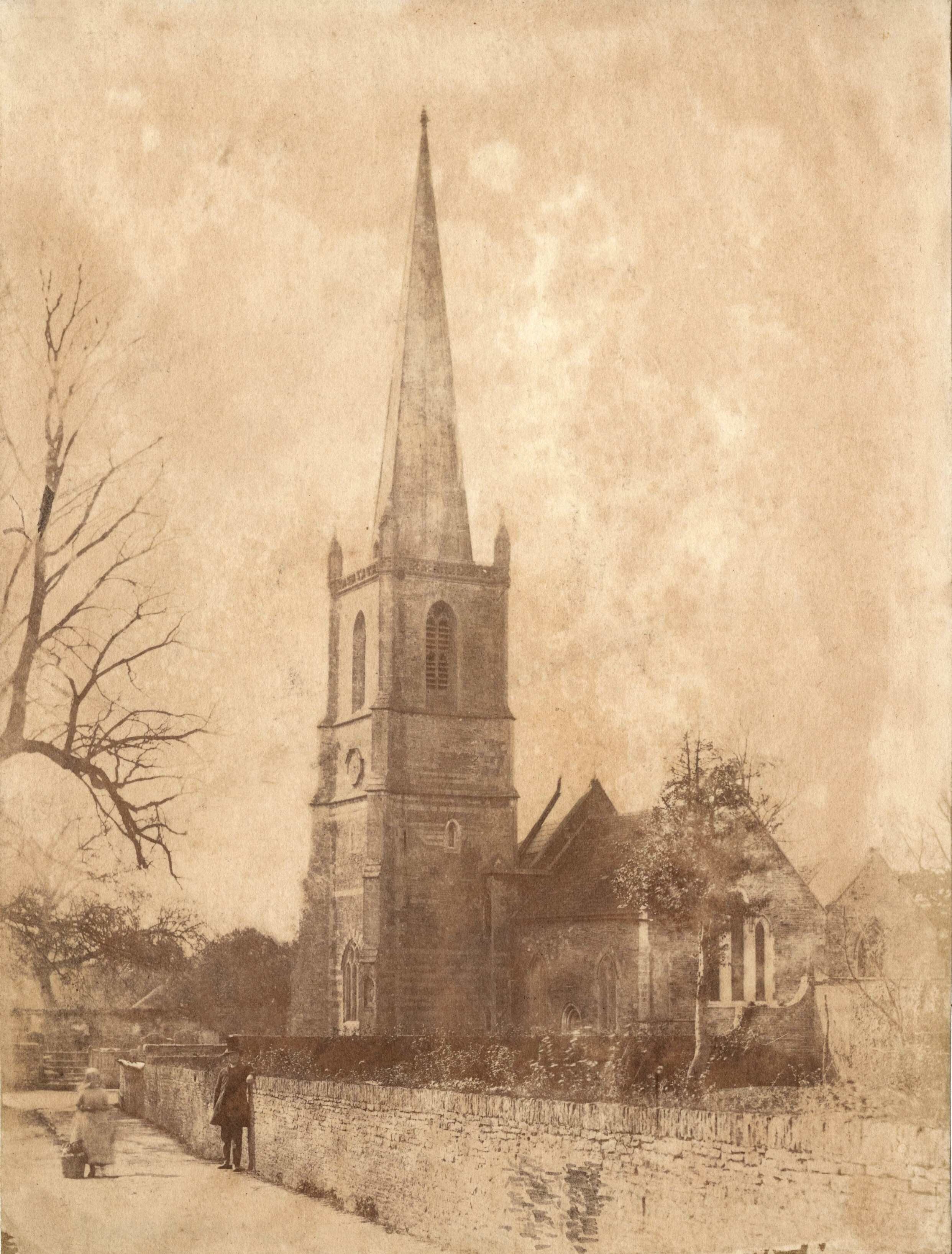
Iglesia de San Miguel, Winterbourne, abril 1859, papel a la sal, Department of Image Collections, National Gallery of Art Library, Washington D. C.

Este se creaba a partir del uso de un papel sensibilizado con dos componentes químicos: nitrato de plata y ácido gálico. Este papel, una vez expuesto a la luz, se revelaba con dichas sustancias químicas y, además, era fijado con hiposulfito sódico. El resultado final se trataba de una imagen negativa traslúcida, más conocida como calotipo, de la cual, a continuación, se podían realizar diversos positivos (papel a la sal) a través de una copia por contacto.
Debido a este hallazgo, Talbot consiguió disminuir el tiempo de exposición de la fotografía, más concretamente, de 30 minutos a 30 segundos, e introducir la reproducción de esta misma y, en consecuencia, abaratar sus costes, pues el papel era mucho más económico que el metal. No obstante, a pesar las ventajas que ofrecía su técnica, el fotógrafo no consiguió alcanzar tanta popularidad con su técnica como lo hizo el daguerrotipo, puesto que Talbot prefirió patentarla en lugar de ponerla a disposición pública, al contrario de lo que hizo Louis Daguerre.